# Luis Abinader
Luis Rodolfo Abinader Corona (Santo Domingo, 12 juli 1967) is een Dominicaans politicus. Sinds augustus 2020 is hij de president van de Dominicaanse Republiek.

## Biografie
Luis Abinader is van Libanese afkomst. Zijn vader, José Rafael Abinader, was een politicus voor de Dominicaanse Revolutionaire Partij en onder meer minister van Financiën (1965, 1982–1984), senator (1998–2002) en kandidaat bij de Dominicaanse presidentsverkiezingen (1982, 1990 en 1996).
Abinader studeerde economie aan het Technologisch Instituut van Santo Domingo en volgde aansluitend verschillende studies in de Verenigde Staten: projectmanagement in Cambridge (Massachusetts), bedrijfsfinanciën aan de Harvard-universiteit en hoger management aan Dartmouth College. Later werd hij in zijn thuisland voorzitter en bestuurslid van verschillende verenigingen in de toeristische sector.

### Politieke loopbaan
Abinader was aanvankelijk lid van de Dominicaanse Revolutionaire Partij (PRD) en werd in 2005 verkozen tot vicevoorzitter van deze partij. Bij de presidentsverkiezingen van 2012 was hij, als running mate van oud-president Hipólito Mejía, een kandidaat voor het vicepresidentschap, maar deze werden door de PRD verloren. In 2014 stapte Abinader over naar de nieuw gevormde Moderne Revolutionaire Partij (PRM), die voortkwam uit de door zijn vader opgerichte Dominicaanse Sociale Alliantie (ASD).
In 2016 werd Abinader door de achterban van zijn partij verkozen als kandidaat voor het presidentschap van de Dominicaanse Republiek. Bij de presidentsverkiezingen van dat jaar nam hij het op tegen de zittende president Danilo Medina (PLD), die echter met ruim 61% van de stemmen herkozen werd. Abinader veroverde 35% van de stemmen.
Vier jaar later was Abinader opnieuw presidentskandidaat. De verkiezingen van 2020 waren aanvankelijk gepland voor 17 mei, maar werden door de coronapandemie verplaatst naar 5 juli. Abinader kreeg bij deze verkiezingen met 52,52% (ofwel ruim 2,1 miljoen stemmen) de voorkeur boven zijn tegenstander Gonzalo Castillo (PLD), genoeg om een eventuele tweede ronde overbodig te maken. Op 16 augustus 2020 werd Abinader beëdigd als president en daarmee de opvolger van Danilo Medina. Raquel Peña werd aangesteld als vicepresident.